# 豊前松江駅
豊前松江駅（ぶぜんしょうええき）は、福岡県豊前市大字松江横園にある、九州旅客鉄道（JR九州）日豊本線の駅である。

## 歴史
- 1897年（明治30年）9月25日：松江駅（しょうええき）として初代豊州鉄道が開設[3]。
- 1901年（明治34年）9月3日：豊州鉄道を初代九州鉄道が買収[4]。
- 1907年（明治37年）7月1日：九州鉄道が国有化、帝国鉄道庁が所管[5]。
- 1932年（昭和7年）：駅舎改築[6]。
- 1945年（昭和20年）5月1日：山陰本線の松江駅（まつええき）と識別目的で豊前松江駅に駅名改称[7]。
- 1961年（昭和36年）10月1日：貨物の取り扱いを廃止[8]。
- 1971年（昭和46年）：業務委託化。
- 1984年（昭和59年）2月1日：荷物扱い廃止[8]。
- 1987年（昭和62年）4月1日：国鉄分割民営化により九州旅客鉄道が継承[9]。
- 2003年（平成15年）12月18日：駅舎入口の駅名標をクスノキ製のものに交換[6]。
- 2009年（平成21年）3月1日：ICカードSUGOCAの利用を開始[10]。
- 2023年（令和5年）8月22日：駅舎入口の駅名標を再度交換[11]。

## 駅構造

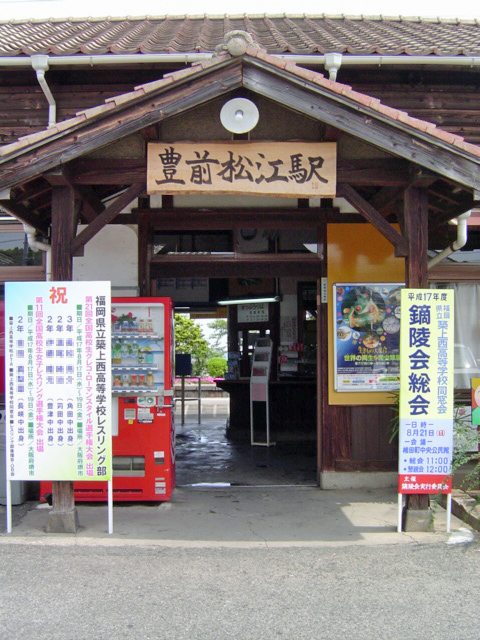
駅舎入口（2005年8月）

相対式ホーム2面2線を有する地上駅である。互いのホームは跨線橋で連絡している。駅舎は1932年（昭和7年）に完成した木造駅舎で、2003年（平成15年）に駅舎入口の駅名標を地元出身の書家によってクスノキ板に揮毫されたものに交換された。その後、駅名標が退色して読めなくなったため、再び地元出身の別の書家に依頼してクスノキ板に揮毫されたものに交換された。
無人駅で、自動改札機は設置されていないが、簡易SUGOCA改札機とチャージ機が設置されている。SUGOCAの利用が可能であるが、カード販売は行わずチャージのみ取り扱いを行う。

### のりば
| のりば | 路線      | 方向 | 行先           |
| ------ | --------- | ---- | -------------- |
| 1      | ■日豊本線 | 上り | 行橋・小倉方面 |
| 2      | ■日豊本線 | 下り | 宇島・中津方面 |

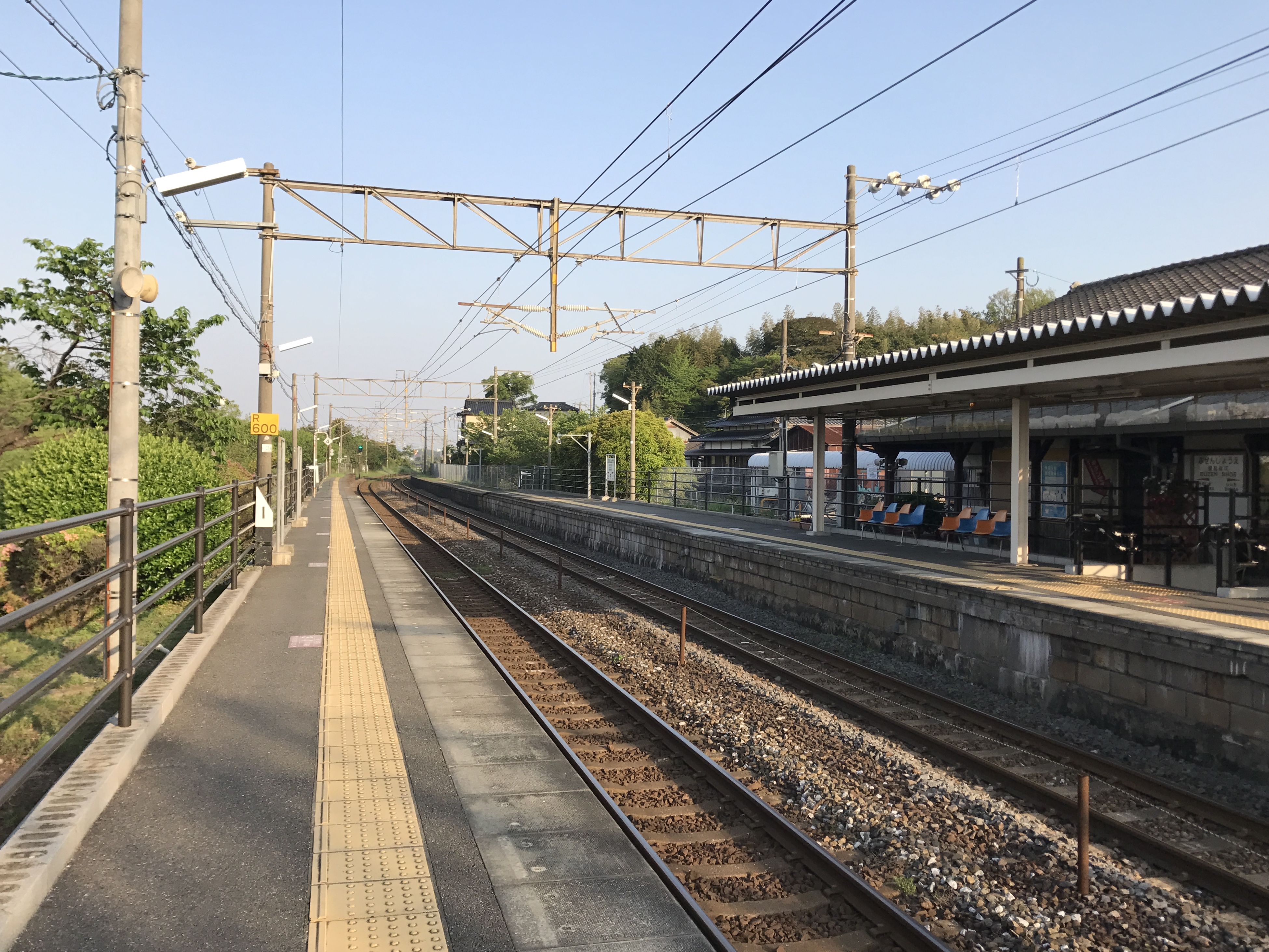
ホーム（2017年4月）
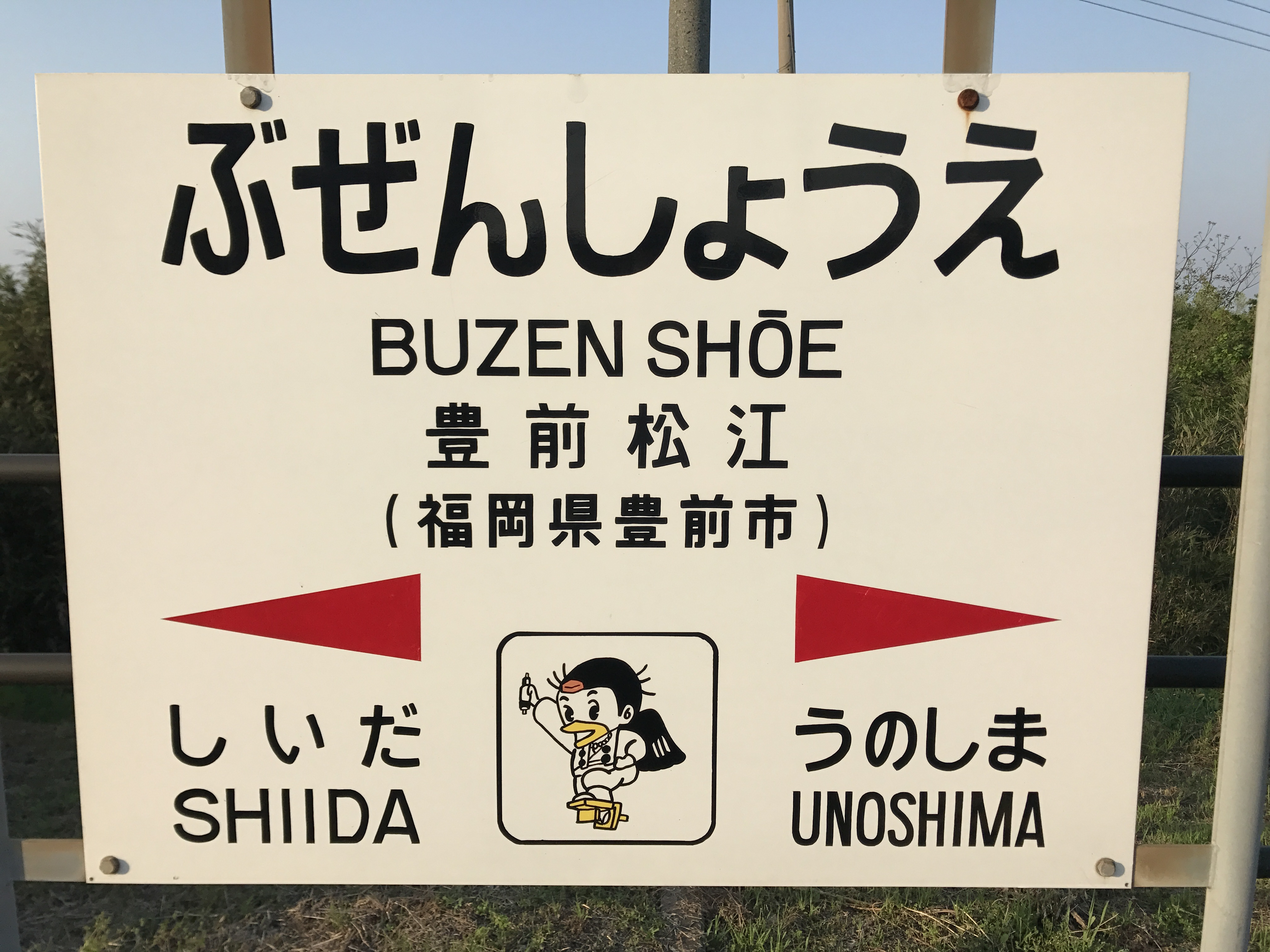
駅名標（イラストは豊前市のキャラクター「くぼてん」[13]）

## 利用状況
- 1979年度（昭和54年度）の1年間の乗客数は198,903人である[14]。
- 1980年度（昭和55年度）の1年間の乗客数は190,412人である[14]。
- 1981年度（昭和56年度）の1年間の乗客数は197,926人である[14]。
- 1982年度（昭和57年度）の1年間の乗客数は202,584人である[14]。
- 1983年度（昭和58年度）の1年間の乗客数は209,045人である[14]。
- 1984年度（昭和59年度）の1年間の乗客数は211,433人である[15]。
- 1985年度（昭和60年度）の1年間の乗客数は200,974人である[15]。
- 1986年度（昭和61年度）の1年間の乗客数は200,155人である[15]。
- 1987年度（昭和62年度）の1年間の乗客数は207,166人である[15]。
- 1988年度（昭和63年度）の1年間の乗客数は198,962人である[15]。
- 1989年度（平成元年度）の1年間の乗客数は196,393人である[16]。
- 1990年度（平成2年度）の1年間の乗客数は207,672人である[16]。
- 1991年度（平成3年度）の1年間の乗客数は205,376人である[16]。
- 1992年度（平成4年度）の1年間の乗客数は199,581人である[16]。
- 1993年度（平成5年度）の1年間の乗客数は185,545人である[16]。
- 2023年度（令和5年度）の1日平均乗車人員は100人以上である[17]。

## 駅周辺

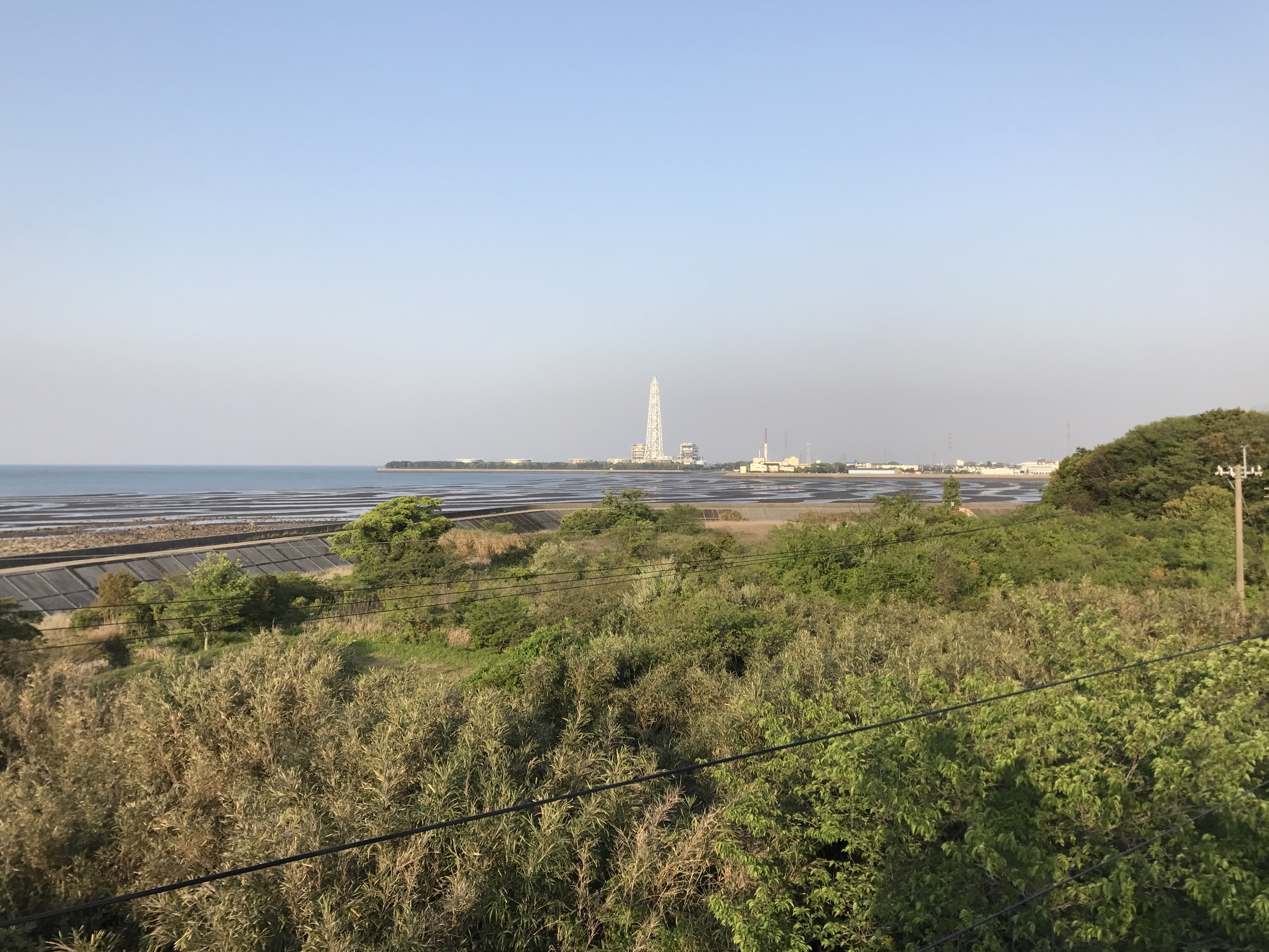
周防灘と九州電力豊前発電所（2017年4月、跨線橋より）

下りホーム背後は周防灘であり駅前に国道10号が通る。
- 道の駅豊前おこしかけ
- 角田（すだ）郵便局
- 山田郵便局
- アイルモータースクール豊前（豊前自動車学校）
- 西日本液化ガス豊築支店（築上町有安）
- スーパーセンタートライアル豊前店
- 松江漁港
- 豊前市民球場
- 豊前市民体育館
- 豊前市立角田小学校
- 豊前市立角田中学校
- 築上町立西角田小学校
- 東九州自動車道（椎田道路）：椎田南IC
- 畑の冷泉
- 原井の不動明王
- 城山さくら公園[18]

## バス路線
豊前松江駅前
- 豊前市バス
  - <畑線> 八屋方面／畑冷泉方面

## 隣の駅
九州旅客鉄道（JR九州）
■日豊本線
■快速
通過
■普通
椎田駅 - 豊前松江駅 - 宇島駅